# Oravská Lesná
Oravská Lesná (bis 1945 slowakisch „Erdúdka“ – bis 1927 „Erdutka“; ungarisch Erdőtka – bis 1895 Erdődka,
früher polnisch Herdućka) ist eine aus einer Ortschaft bestehende Gemeinde mit ca. 3100 Einwohnern im östlichen Teil des Bezirkes Námestovo in der Slowakei.

## Charakteristik

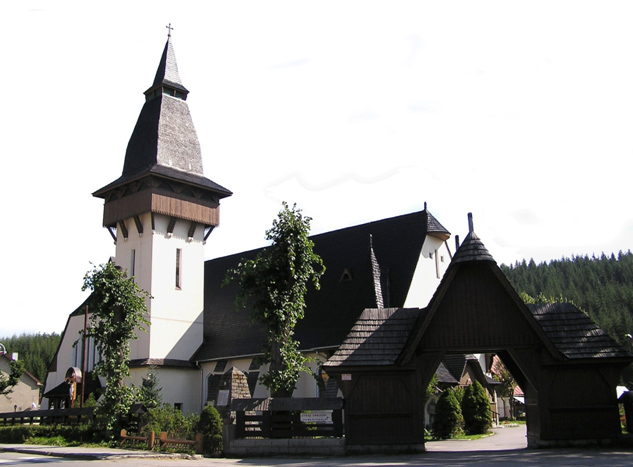
Sankt Anna-Kirche im Ort

Die Gemeinde grenzt verwaltungstechnisch im Norden an Polen, die Grenze nach Westen bilden die Bezirksgrenzen nach Čadca und Žilina.
Der Ort verfügt über zwei Hotels (Hotel Tyrapol, Penzión Severka), jeweils mit Restaurant und Kneipe, sowie über mehrere Dorfkneipen.
Oravská Lesná ist als Kältepol der Slowakei bekannt. Im Winter fallen hier die Temperaturen durchaus bis auf −35 Grad Celsius; Schneehöhen von über zwei Metern sind nicht ungewöhnlich.
Oravská Lesná gehört zu den wenigen Orten der Slowakei, in denen man neben der slowakischen Sprache noch immer den alten Bergbauerndialekt Goralisch spricht.

## Geschichte
Der Ort besteht aus mehreren, früher eigenständigen Ortschaften, welche sich im Tal des Oberlaufs des Flusses Biela Orava (Weiße Arwa) zu einem 6 km langen Ort aneinanderreihen. Bis Ende 1920 waren diese Dörfer eigenständig und bildeten sich um dem historischen Kernort Ustredie (übersetzt Mitte ... von Oravská Lesná) (damals Erdúdka). Ihre Namen sind in den Namen der Ortsteile erhalten geblieben:
- Brišovka
- Bučina
- Demanová
- Flajšová
- Jasenovská
- Kubínska
- Lehotská
- Mrzáčka
- Ustredie Oravská Lesná
- Pribišská
- Tanečník

Der Kernort Oravská Lesná wurde 1731 von Georg Erdödy als eine Holzfällersiedlung gegründet, daher hieß der Ort früher Erdúdka (etwa „Erdödy-Dorf“).
Der Ort war bis 1972 über die schmalspurige Waldbahn Vychylovka mit Vychylovka verbunden. Mit ihr wurde vor allem geschlagenes Holz über die Beskiden Richtung Westen bis Oščadnica gebracht.
Im Jahr 2008 wurde die Strecke vom Bahnhof Oravská Lesná-Tanečník bis zum Haltepunkt auf dem Beskyd-Paß als Museumsbahn wieder in Betrieb genommen.

## Bevölkerung
| Jahr                | 1994 | 2004    | 2014    | 2024    |
| ------------------- | ---- | ------- | ------- | ------- |
| Anzahl der Personen | 2944 | 3133    | 3322    | 3449    |
| Unterschied         |      | +6,41 % | +6,03 % | +3,82 % |

| Jahr                | 2023 | 2024    |
| ------------------- | ---- | ------- |
| Anzahl der Personen | 3443 | 3449    |
| Unterschied         |      | +0,17 % |

## Tesla
In den 1960er Jahren etablierte der ehemalige Staatskonzern TESLA in dem abgelegenen Bergdorf im Rahmen des Unternehmens Tesla Orava mit Sitz in Nižná eine Produktionsstätte für Elektrogeräte, die seit 1980 die ehemalige Tschechoslowakei mit Fernsehern und Computern versorgte.
Heute nimmt Oravská Lesná mit mehreren eigenständigen, konkurrierenden Produktionsfirmen für elektronische Baugruppen eine Sonderstellung unter den Dörfern der Slowakei ein, da dort nicht mehr die Landwirtschaft, sondern modernste Elektronikproduktion (SMD-Technik) die Gemeinde dominiert.